# أسل باري
أسل باري (الاسم العلمي: Juncus parryi) نوع نباتي يتبع جنس الأسل وينتمي إلى الفصيلة الأسلية.